# Списък на реките в Косово
А — Б — В — Г — Д —
Е — Ж — З — И — Й —
К — Л — М — Н — О —
П — Р — С — Т — У —
Ф — Х — Ц — Ч — Ш —
Щ — Ю — Я

## Б
- Бистрица (18 km, 158 km2), ляв приток на Бели Дрин

## Д
- Дечанска Бистрица (53 km)
- Дреница (50 km, 447 km2), приток на Ситница

## Е
- Ереник (51 km)

## И
- Ибър (276* km, в Косово - ? km), приток на Западна Морава

## К
- Клина (62 km)

## Л
- Лаб (72 km)
- Лепенец (75* km, в Косово - ? km), ляв приток на Вардар

## Н
- Неродимка (41* km, в Косово - ? km), приток на Ситница

## П
- Пруе

## С
- Ситница (90 km, 3129 km2), приток на Ибър

## Ю
- Южна Морава (294* km, в Косово - ? km), дясна съставяща Велика Морава